# Ernestina Paper
Ernestina Paper (* als Ernestine Puritz-Manassé 1846 in Odessa, Russisches Kaiserreich; † 14. Februar 1926 in Florenz, Italien) war eine italienische Medizinerin. Sie war die erste Frau, die 1877 in Italien einen Abschluss in Medizin und Chirurgie erhielt.

## Leben und Werk

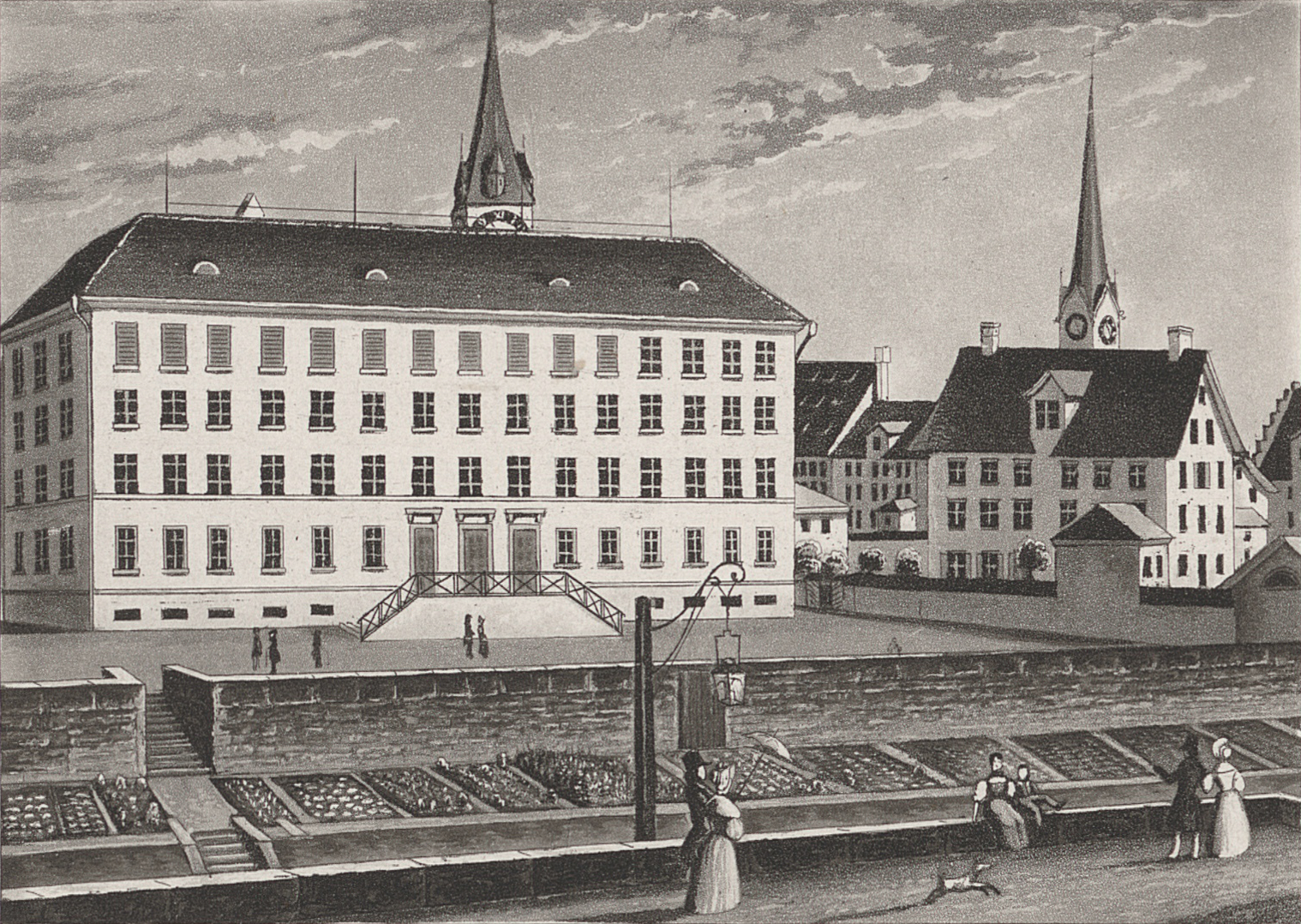
Das Gebäude der Universität Zürich 1838 bis 1864 am Fröschengraben

Ernestine war die Tochter von Michele Puritz-Manassé und Sara Ritter. Sie studierte von 1870 bis 1872 drei Semester lang Medizin an der Universität Zürich. Im deutschsprachigen Raum nahm die Universität Zürich erstmals 1867 Frauen auf, während in Russland Frauen nach einer vorübergehenden Zulassung zwischen 1859 und 1863 erneut von der Hochschulbildung ausgeschlossen waren.
Im November 1872 schrieb sich Puritz-Manassé im zweiten Jahr an der medizinischen Fakultät der Universität Pisa ein, an der sie 1875 den ersten Grad (ASP) erhielt. Im selben Jahr zog sie nach Florenz, um die zweijährige medizinische Spezialisierung am Istituto di Studi Superiori di Firenze zu erhalten. Zwischen dem 9. und 11. Juli 1877 legte sie dort die Beförderungs- und Abschlussprüfungen ab.
Nachdem sie den Anwalt Jakov Paper geheiratet hatte, der in Odessa lebte und 1881 in Petersburg starb, nahm sie seinen Nachnamen an und unterschrieb als Ernestina Puritz-Manassé Paper.
In Florenz traf sie den russischen Arzt Alexander Alexandrowitsch Herzen, der 1863 nach Florenz gezogen war, um die Stelle des Assistenten für Physiologie und vergleichende Anatomie am Istituto di Studi Superiori zu besetzen. Herzen schrieb zusammen mit dem Anthropologen Paolo Mantegazza einen Empfehlungsbrief für sie, woraufhin sie 1877 die Aufnahme in die Anthropologische Gesellschaft von Florenz erhielt.
Ihre gesamte medizinische Tätigkeit fand in Italien statt, mit Ausnahme der Zeit von 1897 bis 1905, als sie nach Odessa zurückkehrte. Paper übte ihren Beruf privat und oft unentgeltlich aus. Um eine Klinik zu eröffnen, reichte es seinerzeit aus, die von der Universität ausgestellten Abschlusszeugnisse an die Gemeinde zu schicken, in der man sein Unternehmen eröffnen wollte, ohne einem geschlossenen Berufsregister angehören zu müssen. Im März 1878 eröffnete Paper in Florenz eine Klinik für Frauen- und Kinderkrankheiten. Zu ihren jungen Patienten gehörten auch die Brüder und späteren Regimegegner Mussolinis Aldo Sabatino, Carlo und Nello Rosselli. 1886 erhielt sie den Auftrag der Abteilungsdirektion für Telegraphen in Florenz, medizinische Untersuchungen an weiblichen Angestellten durchzuführen.
In derselben Straße, wo sie ihre Klinik führte, lebte sie mit ihrer Mutter, ihrer 1875 geborenen Tochter und einigen Cousins. Ihr Cousin Giacomo Puritz, der ebenfalls in Odessa geboren war, hatte in Florenz in Medizin promoviert und war in sozialen und politischen Kreisen aktiv. Mit seiner Frau Mary Nathan, Tochter des Politikers und Bürgermeisters von Rom, Ernesto Nathan, war sie aktiv im toskanischen Frauenbund, der eine Emanation des Nationalrats der italienischen Frauen war. In dieser Vereinigung war sie Präsidentin der Hygieneabteilung.
In Florenz war Paper Mitglied eines Förderkomitees für die Eröffnung eines Mädchengymnasiums in der Stadt. In Italien erlaubte es die Universitätsordnung von 1876, dass Frauen sich an der Universität einschreiben konnten, vorbehaltlich einer Matura. Da die Möglichkeit, gemischte Gymnasien zu schaffen, nicht einmal in Betracht gezogen wurde, wurden in verschiedenen italienischen Städten zahlreiche Initiativen gestartet, um Gymnasien für Mädchen zu eröffnen.
Zu den Aktivitäten von Paper zählte auch die Vermittlung medizinischer Kenntnisse, was sie 1911 dazu veranlasste, eine Schule für Kindermädchen zu leiten, die mehrere Jahre lang erfolgreich bestand.
Ernestina Paper lebte bis zu ihrem Tod im Alter von 80 Jahren im Jahr 1926 in Florenz.

## Ehrungen
- 2017 wurde ein Saal im Gebäudekomplex der Murate in Florenz nach Ernestina Paper benannt.[8]